# Louisville (Kansas)
Louisville és una població dels Estats Units a l'estat de Kansas. Segons el cens del 2000 tenia 209 habitants.

## Demografia
Segons el cens del 2000, Louisville tenia 209 habitants, 77 habitatges, i 56 famílies. La densitat de població era de 164,7 habitants/km².
Dels 77 habitatges en un 37,7% hi vivien nens de menys de 18 anys, en un 54,5% hi vivien parelles casades, en un 18,2% dones solteres, i en un 26% no eren unitats familiars. En el 19,5% dels habitatges hi vivien persones soles el 7,8% de les quals corresponia a persones de 65 anys o més que vivien soles. El nombre mitjà de persones vivint en cada habitatge era de 2,71 i el nombre mitjà de persones que vivien en cada família era de 3,09.
Per edats la població es repartia de la següent manera: un 29,2% tenia menys de 18 anys, un 8,1% entre 18 i 24, un 30,1% entre 25 i 44, un 20,1% de 45 a 60 i un 12,4% 65 anys o més.
L'edat mediana era de 35 anys. Per cada 100 dones de 18 o més anys hi havia 97,3 homes.
La renda mediana per habitatge era de 35.568 $ i la renda mediana per família de 37.045 $. Els homes tenien una renda mediana de 26.250 $ mentre que les dones 18.472 $. La renda per capita de la població era de 15.741 $. Entorn del 8,9% de les famílies i el 12,2% de la població estaven per davall del llindar de pobresa.

## Poblacions més properes
El següent diagrama mostra les poblacions més properes.